# Isildur
Isildur er en fiktiv person fra J.R.R. Tolkiens univers. Han er med i Ringenes Herre, Silmarillion og Efterladte historier. Han er søn af Elendil.

## Optræden i historien
Ved et stort slag slog Sauron den unge prins Isildurs far ihjel. Da Isildur så det, kunne hans vrede ikke stoppe ham. Han løb op til sin far, tog hans sværd og huggede af al kraft. Han ramte plet og den af Saurons hænder, hvor ringen sad, blev hugget af. Isildur tog ringen og gik op til toppen af Dommedagsbjerget for smide ringen ned i den selv samme ild, som den blev støbt i. Men noget holdt ham tilbage. Han gik ned igen uden at ødelægge ringen. Men ringen havde sin egen vilje og en dag besluttede den sig for at forlade Isildur, så den fik en masse orker til at dræbe Isildur. De skød ham ned med pile, så han faldt død om i en sø og dernede fandt Deagol – en lille hobbit – den. Ringen blev senere taget fra Deagol af hans bror Smeagol/Gollum.